# La isla de McCinsey
La isla de McCinsey (título original: McCinsey’s Island) es una película estadounidense de acción, aventura y comedia de 1998, dirigida por Sam Firstenberg, escrita por Kristina Dubin y Robert Redlin, musicalizada por Stephen Edwards, en la fotografía estuvo David Worth y los protagonistas son Hulk Hogan, Grace Jones y Robert Vaughn, entre otros. El filme fue realizado por Big Island Productions y se estrenó el 23 de febrero de 1998.

## Sinopsis
Un hombre, que fue agente encubierto, halla un mapa del tesoro y se dispone a buscar esa riqueza. Aunque no está solo, tiene competencia.